# 28. ceremonia wręczenia Złotych Globów
Złote Globy 1970 przyznawano 5 lutego 1971 roku w Beverly Hilton Hotel w Los Angeles.

Nagroda Henrietty dla popularnych aktorów: Clint Eastwood i Barbra Streisand.

## Kino

### Najlepszy film dramatyczny
Love Story, reż. Arthur Hiller

nominacje: 
- Port lotniczy, reż. George Seaton
- Pięć łatwych utworów, reż. Bob Rafelson
- Nigdy nie śpiewałem dla mojego ojca, reż. Gilbert Cates
- Patton, reż. Franklin J. Schaffner

### Najlepsza komedia/musical
MASH, reż. Robert Altman

nominacje:
- Urocza Lili, reż. Blake Edwards
- Pamiętnik szalonej gospodyni, reż. Frank Perry
- Zakochani i inni, reż. Cy Howard
- Opowieść wigilijna, reż. Ronald Neame

### Najlepszy aktor dramatyczny
George C. Scott - Patton

nominacje:
- Jack Nicholson - Pięć łatwych utworów
- James Earl Jones - Wielka nadzieja białych
- Melvyn Douglas - Nigdy nie śpiewałem dla mojego ojca
- Ryan O’Neal - Love Story

### Najlepsza aktorka dramatyczna
Ali MacGraw - Love Story

nominacje:
- Melina Mercouri - Obietnica poranka
- Faye Dunaway - Zagadka dziecka klęski
- Sarah Miles - Córka Ryana
- Glenda Jackson - Zakochane kobiety

### Najlepszy aktor w komedii/musicalu
Albert Finney - Opowieść wigilijna

nominacje:
- Richard Benjamin - Pamiętnik szalonej gospodyni
- Elliott Gould - MASH
- Donald Sutherland - MASH
- Jack Lemmon - Za miastem

### Najlepsza aktorka w komedii/musicalu
Carrie Snodgress - Pamiętnik szalonej gospodyni

nominacje:
- Julie Andrews - Urocza Lili
- Sandy Dennis - Za miastem
- Barbra Streisand - Puchacz i Kotka
- Angela Lansbury - Something for Everyone

### Najlepszy aktor drugoplanowy
John Mills - Córka Ryana

nominacje:
- George Kennedy - Port lotniczy
- Chief Dan George - Mały Wielki Człowiek
- John Marley - Love Story
- Trevor Howard - Córka Ryana

### Najlepsza aktorka drugoplanowa
- Maureen Stapleton - Port lotniczy
- Karen Black - Pięć łatwych utworów

nominacje:
- Tina Chen - Hawajczycy
- Lee Grant - Właściciel
- Sally Kellerman - MASH

### Najlepsza reżyseria
Arthur Hiller - Love Story

nominacje:
- Bob Rafelson - Pięć łatwych utworów
- Robert Altman - MASH
- Franklin J. Schaffner - Patton
- Ken Russell - Zakochane kobiety

### Najlepszy scenariusz
Erich Segal - Love Story

nominacje:
- Adrien Joyce, Bob Rafelson - Pięć łatwych utworów
- John Cassavetes - Mężowie
- Ring Lardner Jr. - MASH
- Leslie Bricusse - Opowieść wigilijna

### Najlepsza muzyka
Francis Lai - Love Story

nominacje:
- Alfred Newman - Port lotniczy
- Frank Cordell - Cromwell
- Leslie Bricusse, Ian Fraser, Herbert W. Spencer - Opowieść wigilijna
- Michel Legrand - Wichrowe wzgórza

### Najlepsza piosenka
Henry Mancini (muzyka), Johnny Mercer (słowa) - „Whistling Away the Dark” z filmu Urocza Lili

nominacje:
- „Ballad of Little Fauss and Big Halsy” z filmu Mały Fauss i duży Halsy
- Riz Ortolani (muzyka), Arthur Hamilton (słowa) - „Till Love Touches Your Life” z filmu Madron
- Michel Legrand (muzyka), Alan Bergman (słowa), Marilyn Bergman (słowa) - „Pieces of Dreams” z filmu Pieces of Dreams
- Leslie Bricusse - „Thank You Very Much” z filmu Opowieść wigilijna

### Najlepszy film zagraniczny
Pasażer w deszczu, reż. René Clément  Francja

nominacje:
- Spowiedź, reż. Costa-Gavras  Francja
- Borsalino, reż. Jacques Deray  Francja/ Włochy
- Śledztwo w sprawie obywatela poza wszelkim podejrzeniem, reż. Elio Petri  Włochy
- Klient w martwym sezonie, reż. Mosze Mizrachi  Francja/ Izrael

### Najlepszy anglojęzyczny film zagraniczny
Zakochane kobiety, reż. Ken Russell  Wielka Brytania

nominacje:
- Act of the Heart, reż. Paul Almond  Kanada
- Aru heishi no kake, reż. Keith Larsen, Nobuaki Shirai  Japonia
- Bloomfield, reż. Uri Zohar, Richard Harris  Wielka Brytania/ Izrael
- Dziewica i Cygan, reż. Christopher Miles  Wielka Brytania

### Najbardziej obiecujący aktor
James Earl Jones - Wielka nadzieja białych

nominacje:
- Kenneth Nelson - The Boys in the Band
- Frank Langella - Pamiętnik szalonej gospodyni
- Joe Namath - Norwood
- Asi Dajan - Obietnica poranka

### Najbardziej obiecująca aktorka
Carrie Snodgress - Pamiętnik szalonej gospodyni

nominacje:
- Jane Alexander - Wielka nadzieja białych
- Angel Tompkins - I Love My Wife
- Marlo Thomas - Jenny
- Lola Falana - Prawo gwałtu
- Anna Calder-Marshall - Kotku, kotku, kocham cię